# Kreis Bóly
Der Kreis Boly (ungarisch Bolyi járás) ist ein Binnenkreis im südungarischen Komitat Baranya. Er wurde während der ungarischen Verwaltungsreform 2013 aus dem westlichen Teil (von 16 der 43 Gemeinden) des Kleingebietes Mohács (ungarisch Mohácsi kistérség) gebildet. Sein Verwaltungssitz ist die größte Gemeinde und einzige Stadt, Bóly. Die Bevölkerungsdichte ist niedriger als die des Komitats.

## Gemeindeübersicht
| Gemeinde     | Status   | Herkunft Kleingebiet | Einwohnerzahl | Einwohnerzahl | Einwohnerzahl | Fläche     | Bevölkerungs- dichte (Ew./km²) |
| Gemeinde     | Status   | Herkunft Kleingebiet | 01.10.2011    | 01.01.2013    | 01.01.2016    | 01.01.2016 | Bevölkerungs- dichte (Ew./km²) |
| ------------ | -------- | -------------------- | ------------- | ------------- | ------------- | ---------- | ------------------------------ |
| Babarc       | Gemeinde | Mohács               | 750           | 747           | 715           | 18,85      | 37,9                           |
| Belvárdgyula | Gemeinde | Mohács               | 412           | 418           | 389           | 17,23      | 22,6                           |
| Bóly         | Stadt    | Mohács               | 3.957         | 3.974         | 3.874         | 25,38      | 152,6                          |
| Borjád       | Gemeinde | Mohács               | 385           | 372           | 400           | 15,59      | 25,7                           |
| Hásságy      | Gemeinde | Mohács               | 272           | 273           | 259           | 8,00       | 32,4                           |
| Kisbudmér    | Gemeinde | Mohács               | 116           | 108           | 99            | 5,72       | 17,3                           |
| Liptód       | Gemeinde | Mohács               | 211           | 211           | 187           | 14,99      | 12,5                           |
| Máriakéménd  | Gemeinde | Mohács               | 483           | 494           | 489           | 15,78      | 31,0                           |
| Monyoród     | Gemeinde | Mohács               | 154           | 176           | 152           | 7,12       | 21,3                           |
| Nagybudmér   | Gemeinde | Mohács               | 193           | 176           | 161           | 10,22      | 15,8                           |
| Olasz        | Gemeinde | Mohács               | 628           | 609           | 589           | 10,29      | 57,2                           |
| Pócsa        | Gemeinde | Mohács               | 185           | 166           | 172           | 8,05       | 21,4                           |
| Szajk        | Gemeinde | Mohács               | 847           | 837           | 812           | 11,36      | 71,5                           |
| Szederkény   | Gemeinde | Mohács               | 1.840         | 1.817         | 1.739         | 14,33      | 121,4                          |
| Töttös       | Gemeinde | Mohács               | 602           | 590           | 564           | 22,99      | 24,5                           |
| Versend      | Gemeinde | Mohács               | 921           | 911           | 932           | 14,13      | 66,0                           |
| Kreis Bóly   |          |                      | 11.956        | 11.879        | 11.533        | 220,03     | 52,4                           |